# ميكائيل نيلسون (لاعب فرنسي)
ميكائيل نيلسون (بالفرنسية: Mickaël Nelson)‏ (مواليد 2 فبراير 1990 في مرسيليا - فرنسا) لاعب كرة قدم فرنسي يلعب حاليا لصالح نادي الدرجة الأولى مونبيلييه الفرنسي منذ 2004 في مركز قلب الدفاع .

## روابط خارجية
- ميكائيل نيلسون على موقع قاعدة بيانات كرة القدم.إي يو (الإنجليزية)
- ميكائيل نيلسون على موقع Soccerway.com (الإنجليزية)
- ميكائيل نيلسون على موقع عالم كرة القدم.نت (الإنجليزية)
- ميكائيل نيلسون على موقع كووورة